# Fokke Eringa
Fokke Eringa (De Wilp, 18 maart 1898 – Kampen, 18 december 1994) was een Nederlands politicus van de ARP.
Hij werd geboren in de Groningse gemeente Marum als zoon van Luitje Eringa (1867-1951; landbouwer) en Maaike Helder (1870-1945). Tijdens de Tweede Wereldoorlog was hij betrokken bij het verzet. Eringa was hoofdcommies bij de gemeentesecretarie van Marum voor hij in juni 1946 burgemeester van Middelstum werd. In april 1963 kwam daar een einde aan zijn burgemeesterschap met het bereiken van de pensioengerechtigde leeftijd. Eringa overleed eind 1994 op 96-jarige leeftijd.